# Распіт
Распіт — мінерал, вольфрамат свинцю з формулою PbWO4. Він утворює моноклінні кристали від жовтого до жовтувато-коричневого кольору. Низькотемпературний моноклінний диморф тетрагонального штольциту.
Распіт було відкрито в 1897 році в Брокен-Гілл (Новий Південний Уельс, Австралія). Названий на честь Чарльза Распа (1846—1907), німецько-австралійського старателя, першовідкривача родовища Брокен-Гілл.